# 더 그레이트 칼리
더 그레이트 칼리(The Great Khali), 본명 달립 싱 라나(Dalip Singh Rana)는 1972년 8월 27일에 태어난 인도의 프로레슬링 선수이다. 키는 216cm, 체중은 108kg이며, 2000년 프로레슬링 입문했고 2006년 4월 스맥다운을 통해 WWE에 스맥다운 언더테이커 경기를 방해하여 악역으로 데뷔를 하였다. 고국 인도에서는 슈퍼스타급 인물이다. 게다가 그는 독실한 힌두교신자로 닭고기를 제외한 육류를 전혀 섭식하지 않는 채식주의자인데다 술과 담배도 물론 전혀 하지 않는다. 2007년 WWE 월드 헤비웨이트 챔피언을 1회 배틀로얄에서 달성한 적이 있다. 그의 피니쉬는 칼리 밤/푼자비 플런지(투 핸드 초크슬램), 칼리 찹(브레인 찹), 바이스 그립(투 핸드 크로우 홀드)이다. 한동안 공백기를 가졌지만 2014년 8월 배틀 로얄에서 복귀하였다. 그러나 2014년 11월에 계약 종료 후 퇴사하였다. 인도에서 진더 마할과 타단체 경기를 했고 2년 8개월만에 2017년 7월 23일 WWE 배틀 그라운드 2017에 복귀하면서 펀자비 프리즌 매치중에서 랜디 오턴을 방해를 하면서 끝내 진더 마할을 이기게 만들고 그리고는 진더하고 같이 붙어다니게 되면서 악역으로 변했다. 현재는 WWE 명예의 전당에 헌액된 상태이다. 칼리는 그와 맞붙은 레슬러들이 하나같이 그의 주먹을 맞으면 마치 강철 몽둥이로 얻어 맞은 것 같다는 평가를 내렸을 정도로 강했다.

## 수상
- WWE 월드 헤비웨이트 챔피언 (구 버전) 1회
- WWE 슬래미어워드 (2008년)
- CWE 헤비웨이트 챔피언 2회
- WWE 명예의 전당 헌액자 (2021년)

## 작품 목록
- 겟 스마트 - 카오스의 요원 달립 역
- 맥그루버 - 터그 펠프스 역

## 같이 보기
- 분류:인도의 프로레슬링
- 분류:인도의 프로레슬러